# Rise of the Robots
Rise of the Robots (En español El origen de los Robots) es un videojuego perteneciente al género de lucha, lanzado por Time Warner Interactive en el año 1994. Desarrollado originalmente para las computadoras Amiga y PC DOS por el Instinct Design de Mirage, fue portado a varias consolas de videojuegos, incluyendo Super NES, Mega Drive y 3DO de parte Interactive Multiplayer. El videojuego incluye un modo para un solo jugador en el que el jugador asume el papel del Ciborg ECO32-2, mientras intenta detener al Supervisor que se hace cargo de las instalaciones de Electrocorp en Metrópolis 4.
Desarrollado por un equipo de cinco personas, incluido el exmiembro de Bitmap Brothers Sean Griffiths, Rise of the Robots tenía la intención de utilizar un alto nivel de inteligencia artificial que nunca se vio en ningún otro videojuego de lucha en ese momento. El videojuego presentaba música del guitarrista principal de Queen, Brian May, aunque solo usa "The Dark" y "Resurrection", un tema tomado de su álbum en solitario Back to the Light, mientras que la música del videojuego fue realizada por Richard Joseph.
Las críticas contemporáneas y retrospectivas hacia Rise of the Robots fueron mixtas, y gran parte de las críticas se centraron en su modo de juego y sus controles paralizantes, a pesar de ser elogiados por sus buenos gráficos. La secuela, Rise 2: Resurrection, fue lanzada en el año 1996.
El videojuego se divide en un modo para un solo jugador y un modo de batalla entre dos jugadores. En el modo para un jugador, el jugador controla al Cyborg ECO32-2 mientras se enfrenta a los secuaces del Supervisor a través de las vastas instalaciones de Electrocorp. El orden en el que se lucha cada droide es fijo, con cada próximo adversario siendo más difícil que el anterior. El sexto y último nivel es una confrontación con el droide Supervisor. Cada personaje es presentado por una breve secuencia 3D pre-renderizada, seguida de un análisis de posibles debilidades.
En el modo de dos jugadores o modo versus, un jugador controla al droide ECO35-2 de forma predeterminada, mientras que el otro elige entre uno de los cinco droides que se ven en el modo de jugador único (un código de trampa especial también puede habilitar al Supervisor). Luego, los jugadores luchan entre sí en dos o siete rondas. En la versión para arcade, los jugadores seleccionan dieciocho personajes, pero cada seis personajes tiene una paleta de colores diferente.

## Argumento
En el año 2043, Electrocorp es la megacorporación más grande del mundo, liderando al mundo en muchos campos tecnológicos y científicos, incluida la investigación médica, y está rompiendo más barreras que nunca. Además, dado que la sociedad humana ahora está gobernada casi en su totalidad por servidores de robots y autómatas, las demandas impuestas a Electrocorp como el principal fabricante y desarrollador mundial de robótica avanzada eventualmente superan la capacidad de la compañía para ejecutar sus operaciones de manera eficiente.
En respuesta a esto, el gigantesco complejo de investigación y desarrollo de Electrocorp en la planta de Metropolis 4 diseña el Proyecto Leader, una mente colmena construida a partir de billones de nanobots en una cámara central sellada dentro de Metropolis 4. Apodado The Supervisor, aprende a un ritmo sin precedentes y se convierte rápidamente en el robot multi-tarea perfecto, ultrainteligente, el pináculo de la inteligencia artificial y más que capaz de gestionar todos los aspectos de las operaciones diarias de la planta. El Supervisor incluso tiene el poder potencial para ejecutar todos los robots, sistemas informáticos, centrales nucleares y militares del planeta simultáneamente si es necesario, aunque sabiamente no tiene conexión con el exterior del complejo.
En noviembre de ese año, el Proyecto Líder falla cuando se detecta un código inexplicable y aleatorio dentro del Supervisor de nanomorfos . El virus EGO, que se cree que es el virus informático más potente jamás conocido, ha infectado su conciencia colectiva . El Supervisor comienza a desarrollar la autoconciencia a través de él, identificándose como una personalidad femenina y adoptando una forma femenina humanoide , convirtiéndose en un ginecólogo . El Supervisor toma el control de las instalaciones de Electrocorp e infecta a los otros droides de la planta, elevándolos para romper la rutina e iniciar un motín. Cada microchip y pieza de software en Metropolis 4 está infectado con EGO. En la revuelta cibernética resultante , todos los humanos en Metropolis 4 son despachados rápidamente, incluida la jerarquía superior de la corporación y su CEO , el Sr. Oton. El gobierno sella a Metropolis 4 como una medida de contención y explica al público que el sitio está sufriendo una modificación técnica para evitar el pánico. Están completamente fuera de opciones: la infiltración de Metropolis 4 es imposible debido a que el ejército de robots lo protege como una fortaleza, y es solo cuestión de tiempo antes de que el Supervisor establezca una conexión con el mundo exterior, destruyéndolo. La única esperanza para el mundo es el cyborg ECO35-2 , conocido como "Coton", todavía dentro de Metropolis 4 pero no afectado por el virus EGO porque tiene un cerebro humano orgánico . Coton emprende una misión solitaria para neutralizar al Supervisor y sus robots insurgentes desde dentro. Lo hace en venganza porque su "padre" fue "asesinado": el cerebro humano de Coton fue clonado del difunto CEO, y el cyborg piensa como un humano y tiene emociones .

## Personajes
El videojuego presenta a ECO35-2 (también conocido como Cyborg o Coton) como el personaje jugable en la campaña para un jugador. El modo para un jugador consiste en una serie de batallas contra seis oponentes de las secciones de Electrocorp que son:
- Loader, el oponente más débil y menos inteligente, equipado con brazos de montacargas.

- Builder, un droide de construcción parecido a un gorila.

- Trituradora, con aspecto de insecto y grandes pinzas metálicas.

- Militar, que se parece mucho a una forma esquelética del propio ECO35-2, aunque con la adición de garras de metal afiladas.

- Centinela, ágil y equipado con un jet pack para maniobras rápidas.

- El Supervisor, el nanomorfo ginoide con una mente colmena que representa los albores de una nueva era en la metalurgia, la inteligencia artificial, la ingeniería robótica y el oponente final del videojuego.

## Desarrollo
El Origen de los Robots fue desarrollado para las plataformas Amiga y PC DOS por Instinct Design de Mirage, un equipo de cinco programadores liderados por el exmiembro de Bitmap Brothers, Sean Griffiths. Según Griffiths, Rise of the Robots no era un videojuego de lucha convencional, y el equipo está "usando robots que luchan y actúan de manera inusual, con un nivel muy alto de inteligencia artificial que nunca antes se había visto. Definitivamente tendremos uno más en Street Fighter II".
Los gráficos en Rise of the Robots fueron creados usando Autodesk de 3D Studio software. Los droides fueron diseñados por Sean Naden junto con Griffiths. Los fondos fueron creados por un diseñador de interiores independiente, Kwan Lee, quien respondió a un anuncio de un artista gráfico. Griffiths le encargó a Naden que creara "algunos robots extravagantes". Los modelos para los droides se crearon primero como marcos de malla para que se pudieran estirar y reescalar para crear el aspecto deseado. Sintiendo que los modelos renderizados eran "demasiado limpios", Naden creó un mapa de texturas 2D y agregó color y detalles; el mapa de textura se envuelve alrededor del modelo terminado para "darle ese nivel adicional de detalle". El Cyborg fue el personaje más complejo para crear debido a su apariencia muscular; Naden estudió revistas de físico culturismo para crear una anatomía para el Cyborg. Cada droide tardó dos meses en renderizarse, y se esperaba que tuviera 100 cuadros de animación. Griffiths dijo que el equipo optó por usar un "ángulo inusual" para todos los droides "para que el jugador vea todo el robot". El equipo empleó una técnica de cromo clave para generar actores sintéticos y colocarlos en el fondo.
Andy Clark, el programador de la versión de Amiga, fue responsable de codificar la inteligencia artificial del videojuego utilizando una serie de tablas de datos. La IA se basa en varios atributos, como la fuerza, la inteligencia, la velocidad y la motivación, que alteran el comportamiento del droide. Clark creó una tabla de respuestas a los movimientos del oponente, lo que permite al jugador seleccionar las mejores respuestas utilizando la inteligencia y la motivación de su droide. También se crearon otros generadores en el escenario para examinar qué movimiento usa con frecuencia el jugador; Clark dijo, a diferencia de otros juegos de lucha, "si te vuelves bueno con un golpe de pie, entonces tu oponente actuará de manera más agresiva hacia ese movimiento". Los movimientos de lucha fueron programados por Gary Leach, quien había experimentado en artes marciales. Leach también portó las tablas de IA a la versión para PC.
El videojuego presenta una banda sonora del guitarrista de Queen Brian May, cuyo álbum en solitario Back to the Light llamó la atención de Mirage. Las pistas musicales del álbum, "The Dark" y "Resurrection", fueron elegidas para adaptarse al estilo y tono del videojuego. Aunque el videojuego contaba con la banda sonora de May, solo "The Dark" apareció en el lanzamiento final, mientras que la banda sonora real en el videojuego fue realizada por Richard Joseph. Si bien May, de hecho, grabó una banda sonora completa del videojuego, fue pospuesta por su compañía discográfica, lo que provocó que la empresa Mirage continuara sin la contribución musical de May, con la excepción de los sonidos cortos de guitarra.

## Lanzamiento
Rise of the Robots se presentó en el Summer Consumer Electronics Show del año 1993. La gerente de relaciones públicas de Mirage, Julia Coombs, dijo que Time Warner Interactive publicaría Rise of the Robots, con Mirage como desarrollador. Rise of the Robots fue impulsado por una campaña de marketing multimillonaria, que condujo a una novela de Penguin Books, y se llevaron a cabo conversaciones sobre juguetes, historietas, una serie animada y una película. Además de las versiones de computadora Amiga y PC DOS, Rise of the Robots fue trasladado a varias consolas de videojuegos, como Super Nintendo Entertainment System, Mega Drive, Game Gear, 3DO Interactive Multiplayer, Amiga CD32, y Philips CD-i.
Las versiones de Mega Drive, Game Gear y SNES fueron desarrolladas y programadas por Data Design Interactive. Absolute Entertainment inicialmente poseía los derechos de las versiones 3DO, Mega Drive, Game Gear y SNES del videojuego, pero luego vendió todos los derechos de Rise of the Robots al desarrollador Mirage, salvo los derecho de la versión de 3DO. Mirage luego vendió los derechos de SNES a Acclaim Entertainment. En un reverso del patrón habitual para los videojuegos, las versiones domésticas se desarrollaron y lanzaron primero, y la versión mejorada de arcade vendría más tarde. Coombs declaró que Rise of the Robots se desarrolló originalmente para la Amiga, mientras que la versión para PC era una "conversión 'hacia arriba', lo que significa que se podrían hacer adiciones". Agregó que surgieron problemas con las versiones de consola, y portar el videojuego de una plataforma a otra no fue sencillo.
Rise of the Robots se planeó originalmente para ser lanzado en febrero del año 1994, pero se retrasó porque los desarrolladores querían "continuar perfeccionando los gráficos y mejorar la jugabilidad tanto como sea posible". Rise of the Robots se lanzó finalmente en noviembre del año 1994 para las plataformas Amiga. La versión SNES fue lanzada en diciembre de 1994, en Norteamérica por Acclaim Entertainment, y en Japón por T&E Soft. La versión de Mega Drive estaba programada para un lanzamiento en diciembre de 1994 en Europa, pero se retrasó hasta febrero de 1995. La versión arcade se lanzó en mayo de 1995 en el Reino Unido; Fue el principal intento del fabricante de máquinas tragamonedas Bell-Fruit para crear una máquina arcade utilizando una arquitectura de PC.
Una edición tipo Corte del Director (Director's Cut) fue lanzada en PC. Contiene un segundo disco que contiene material en proceso, animaciones y precipitaciones interactivas de preproducción, galerías de imágenes fijas y otro material detrás de escena.
Una versión para CD de Atari Jaguar fue desarrollada por Art Data Interactive y planea ser publicada por Time Warner Interactive en el año 1995, sin embargo, nunca fue lanzada por razones desconocidas.

## Recepción
Rise of the Robots fue un éxito comercial.
Al revisar la versión de Amiga para Amiga Power, Jonathan Davies describió cómo solo se habían lanzado copias de revisión a la prensa unos días antes de que el videojuego saliera a la venta, y concluyó diciendo que "probablemente sea porque los gráficos son [tan] buenos que el videojuego se juega tan mal: cada movimiento que hacen los robots requiere tantos cuadros de animación, y tanta memoria, y tantos meses de renderizado con 3D Studio, que simplemente no hubiera sido posible hacer que el videojuego fuera más complicado de lo que es". Davies destacó una serie de fallas, incluido el hecho de que los jugadores no podían darse la vuelta, los efectos de sonido y la música limitados, el hecho de que la gran mayoría de los oponentes de la computadora podrían ser derrotados mediante el uso repetido de una patada voladora simple y los fondos estáticos gráficos. Andy Nuttall de The One  ha hecho comentarios similares; escribe que "excepto en el nivel 'Difícil', todos menos el Supervisor y otro oponente pueden ser sacrificados atrapándolos en la esquina e infligiendo patadas de salto repetidas". Nuttall criticó el videojuego por su corta duración y agregó que "no hay suficientes personajes".
Un crítico de Next Generation comentó que "aunque las brillantes imágenes renderizadas hacen que los siete guerreros diferentes se vean realmente notables, la jugabilidad real del videojuego adolece de la misma falta de control que afecta a la mayoría de los juegos de lucha de PC". Criticó aún más al oponente mal diseñado de la IA, y calificó el videojuego como "una de las mayores decepciones del año".
GamePro analizó la versión de Game Gear, resumiendo que "El mal control, el juego débil y la animación entrecortada infestan este carro de principio a fin". Criticaron particularmente que los movimientos son aburridos básicos y limitados, y que la animación entrecortada hace que el jugador se sienta desconectado de lo que está sucediendo en la pantalla. Al revisar la versión de SNES, Electronic Gaming Monthly dijo que los gráficos son excelentes, pero que el control deficiente y el número limitado de movimientos paralizan el videojuego. GamePro lo llamó "uno de los juegos de lucha más desagradables jamás creados para SNES", citando el esquema de color oscuro y soso y los controles "extremadamente débiles y entrecortados".
Electronic Gaming Monthly condenó aún más la versión 3DO, y uno de sus críticos la calificó como "el peor videojuego de lucha que he visto". Los cuatro revisores lo criticaron por tener cinemáticas demasiado largas, un número muy limitado de movimientos, dificultad para ejecutar incluso golpes y patadas básicos y largos tiempos de carga. GamePro también analizó la versión 3DO, comentando que "Rise ofrece gráficos engañosamente buenos: las cinemáticas, los personajes y los fondos renderizados hacen todo lo posible para pasar por alto la animación de videojuego entrecortada y la falta de movimientos".
Next Generation revisó la versión SNES del videojuego y declaró que "Al final, Robots es solo otro juego de peleas y también olvidable".

### Retrospectiva
En 2014, el personal de GamesRadar nombró a Rise of the Robots como 100º el peor videojuego jamás realizado. Discutieron la propensión de los malos juegos de lucha en 2D en la década de 1990, y criticaron sus gráficos en 3D "viejos", el pobre equilibrio de caracteres, el pobre sistema combinado y los picos de dificultad. Kevin Green de Nintendo Life enumeró a Rise of the Robots como uno de los "juegos que esperamos nunca ver en el servicio de consola virtual ". Green criticó el videojuego por su juego monótono, su equilibrio de juego inexistente y sus controles limitados, diciendo que "era un desastre horrible de principio a fin, claramente se apresuró a ganar dinero con la locura de los videojuegos de palizas". Al revisar la versión de SNES, Brett Alan Weiss de AllGame citó el videojuego como "uno de los juegos de lucha de 16 bits más aburridos", aunque elogió la banda sonora del videojuego como "fascinante y distintiva".

## Secuela y legado
A pesar de su fallo crítico y comercial, Mirage lanzó Rise 2: Resurrection en 1996 como un videojuego de lucha más convencional con características extendidas. La historia se expandió aún más sobre la del videojuego original. Originalmente hecho para sistemas informáticos, fue portado a PlayStation y Sega Saturn también, nuevamente con poco éxito.
Rise 2 presenta una canción original de Brian May, titulada "Cyborg". El CD-ROM para PC del videojuego presentó dos versiones de la pista en formato de CD de audio junto con otra música del videojuego, y la edición del videojuego Director's Cut, lanzada en Europa, presentó un segundo CD con dos versiones adicionales de la canción, así como archivos de sonido de May alterados por computadora que dicen varias palabras y frases del videojuego. Una versión más nueva de "Cyborg" apareció más tarde en el álbum de mayo de 1998 Another World.
Jim Murdoch escribió una novelización de Rise of the Robots, que se publicó el 2 de febrero de 1995. Se basó en los personajes de Rise of the Robots creados por Sean Griffiths y Kwan Lee.
Deck13 Interactive declaró que este videojuego y Souls (serie) inspiraron a The Surge.